# CS Olympia București
CS Olympia Bucureşti foi uma equipe de futebol romeno. O time conquistou as duas primeiras edições do Campeonato Romeno em 1909-10 e 1910-11
Foi o primeiro campeão romeno, conquistando o título em 1909-10 e 1910-11. Em 1946 foi extinto oficialmente, apesar de ser uma das equipes mais bem estruturadas do país.